# نود و پنجمین دوره جوایز اسکار
نود و پنجمین دورهٔ جوایز اسکار مراسمی به میزبانی آکادمی علوم و هنرهای سینما (AMPAS) بود که در ۱۲ مارس ۲۰۲۳ در سالن تئاتر دالبی، لس آنجلس برگزار شد. این مراسم از بهترین فیلم‌های اکران‌شده در سال ۲۰۲۲ تجلیل کرد. این مراسم در ایالات متحده به‌وسیلهٔ ای‌بی‌سی پخش شد و گلن وایس و ریکی کرشنر تهیه‌کنندگی آن را بر عهده داشتند. کمدین جیمی کیمل برای سومین بار مجری برنامه بود؛ او پیش‌تر مجری دوره‌های ۸۹ و ۹۰ این مراسم بود.
همه‌چیز همه‌جا به یکباره برندهٔ هفت جایزه، از جمله بهترین فیلم شد که با ۱۱ نامزدی، دارندهٔ بیشترین نامزدی در این مراسم بود. از دیگر برندگان می‌توان به در جبههٔ غرب خبری نیست با چهار جایزه و نهنگ با دو جایزه اشاره کرد.

## برندگان و نامزدی‌ها

### جوایز
نام برندگان در ابتدای فهرست قرار دارد و با خط درشت مشخص گردیده‌است.

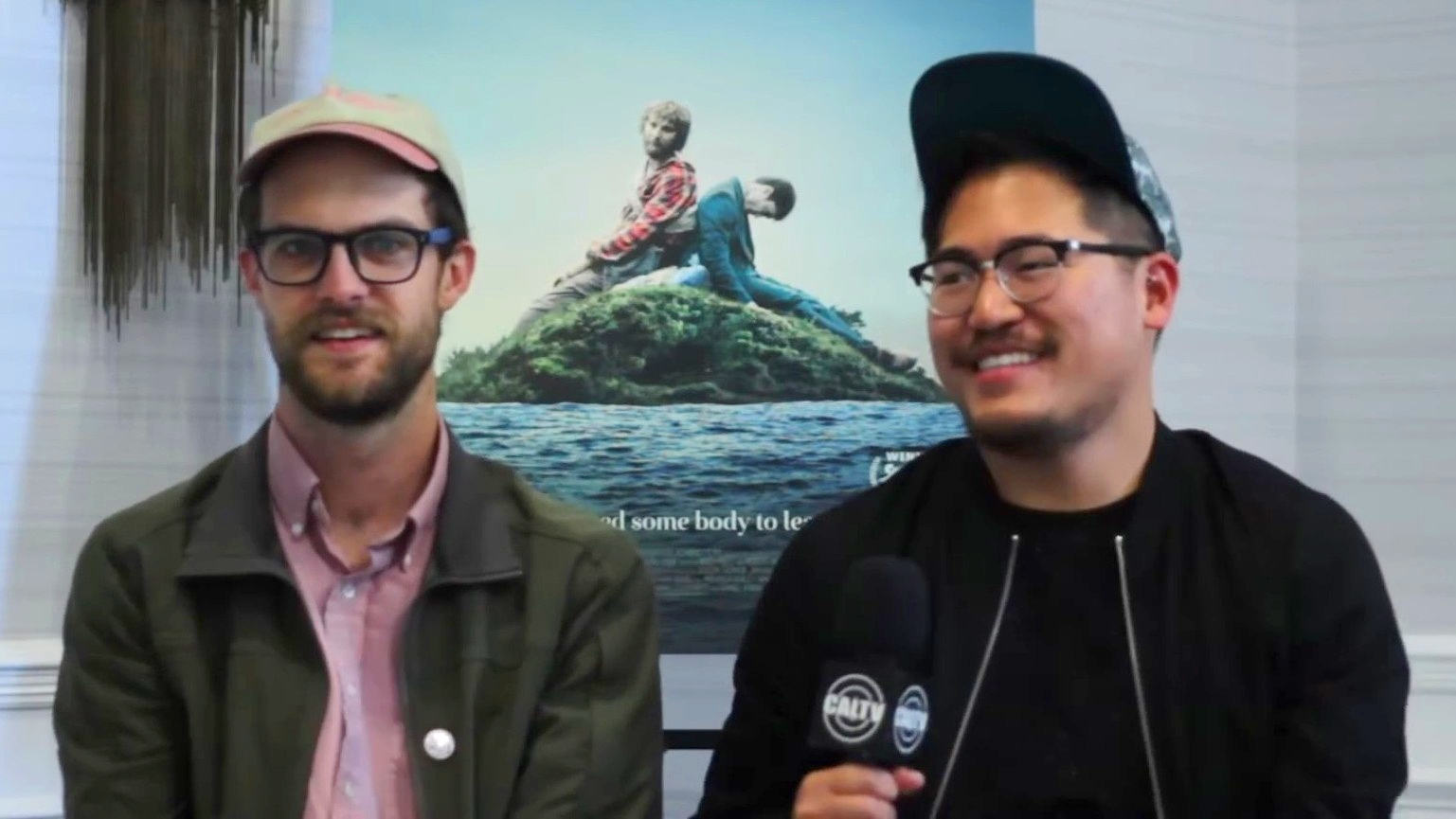
دانیل‌ها، بهترین کارگردان و بهترین فیلم‌نامه غیراقتباسی

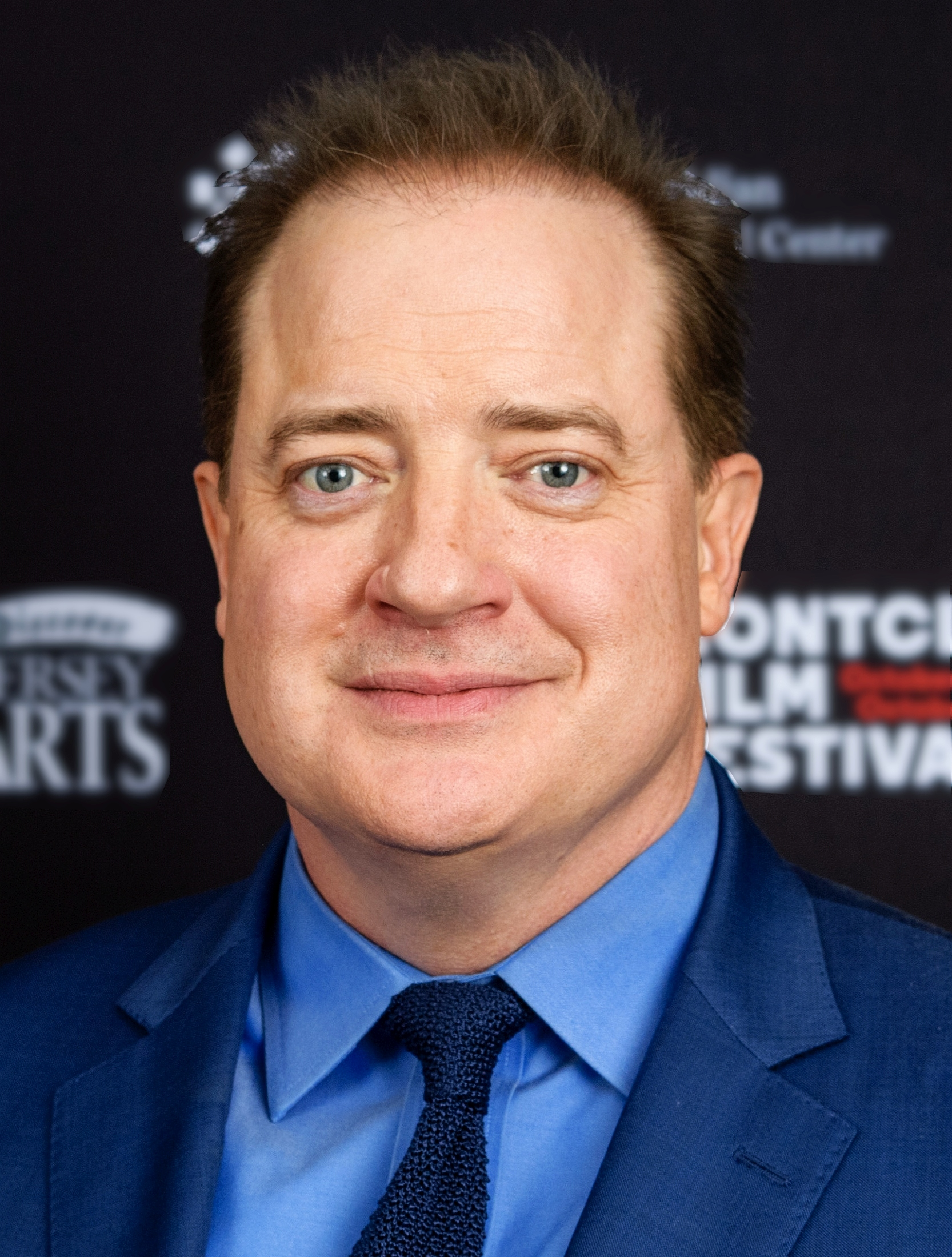
برندن فریزر، بهترین بازیگر مرد

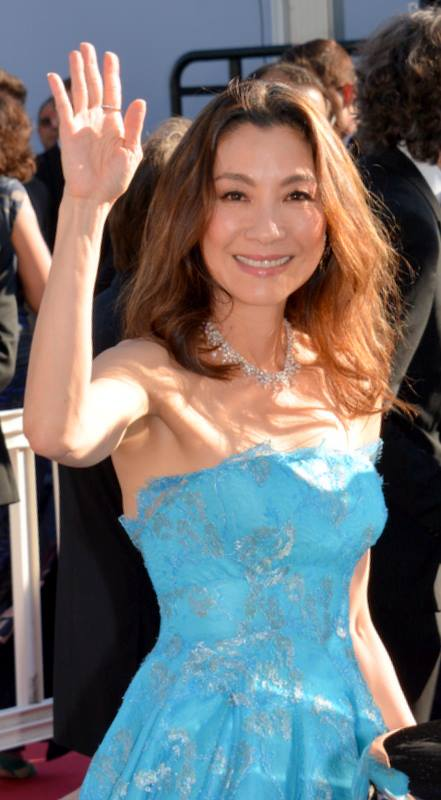
میشل یئو، بهترین بازیگر زن

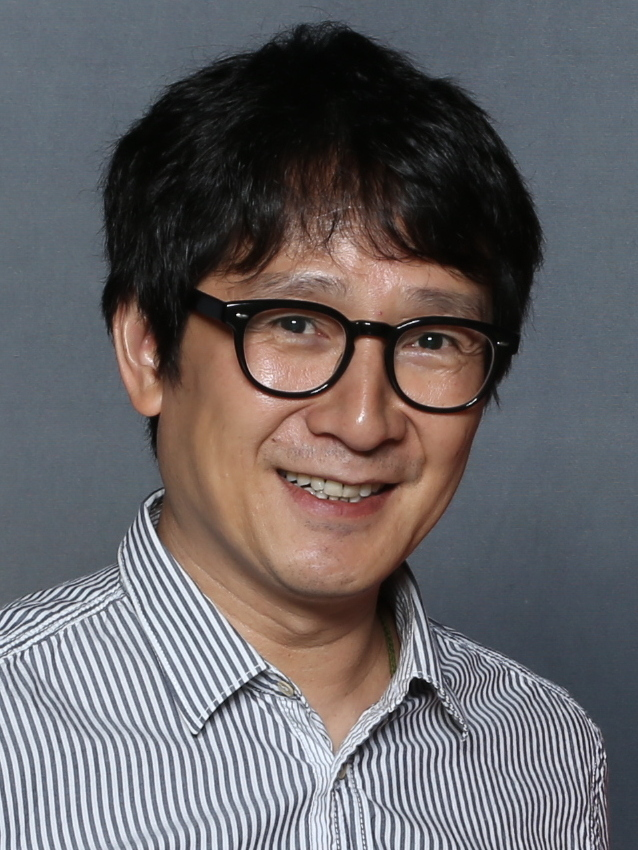
جاناتان کی کوان، بهترین بازیگر نقش مکمل مرد

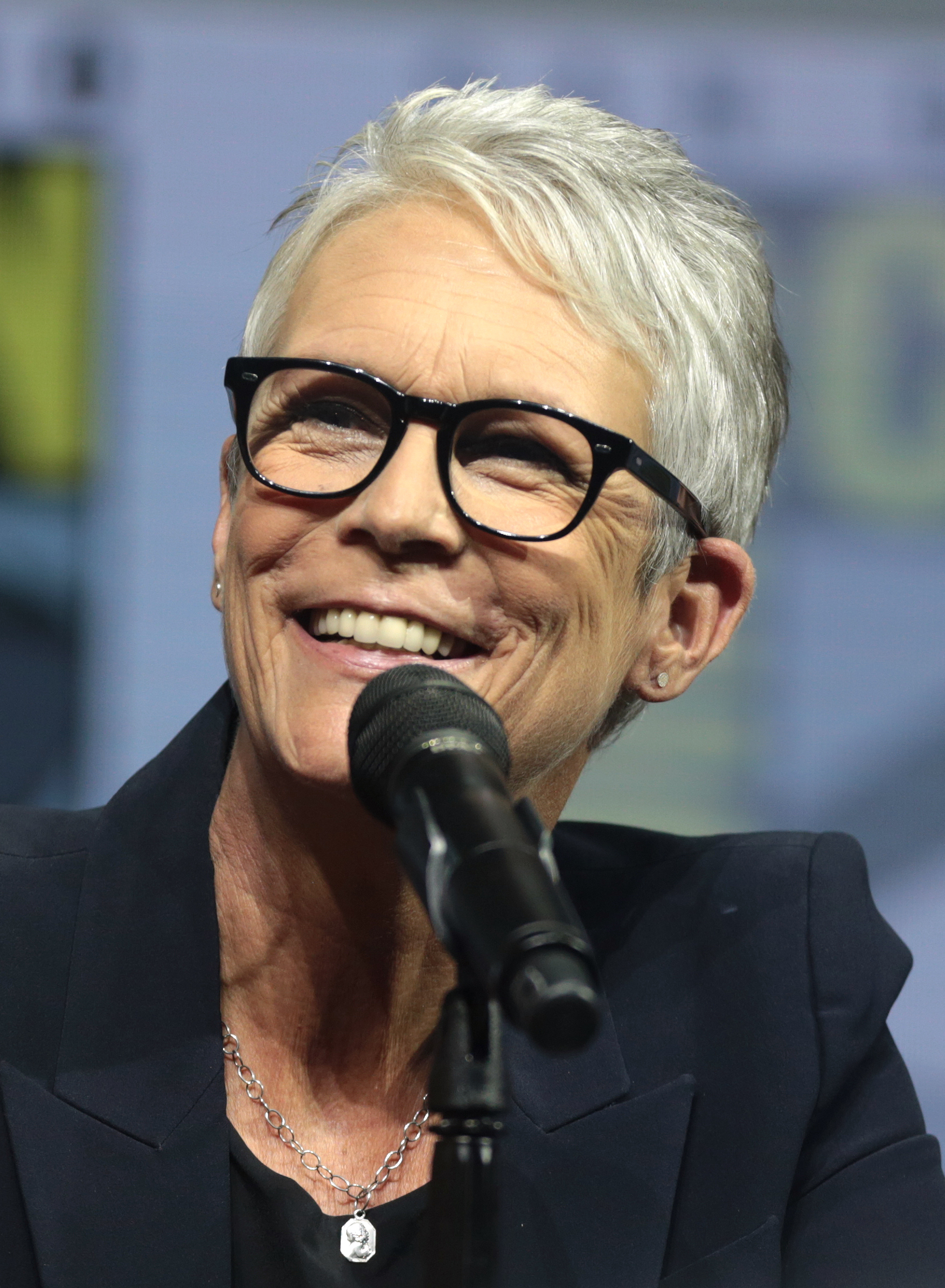
جیمی لی کرتیس، بهترین بازیگر نقش مکمل زن

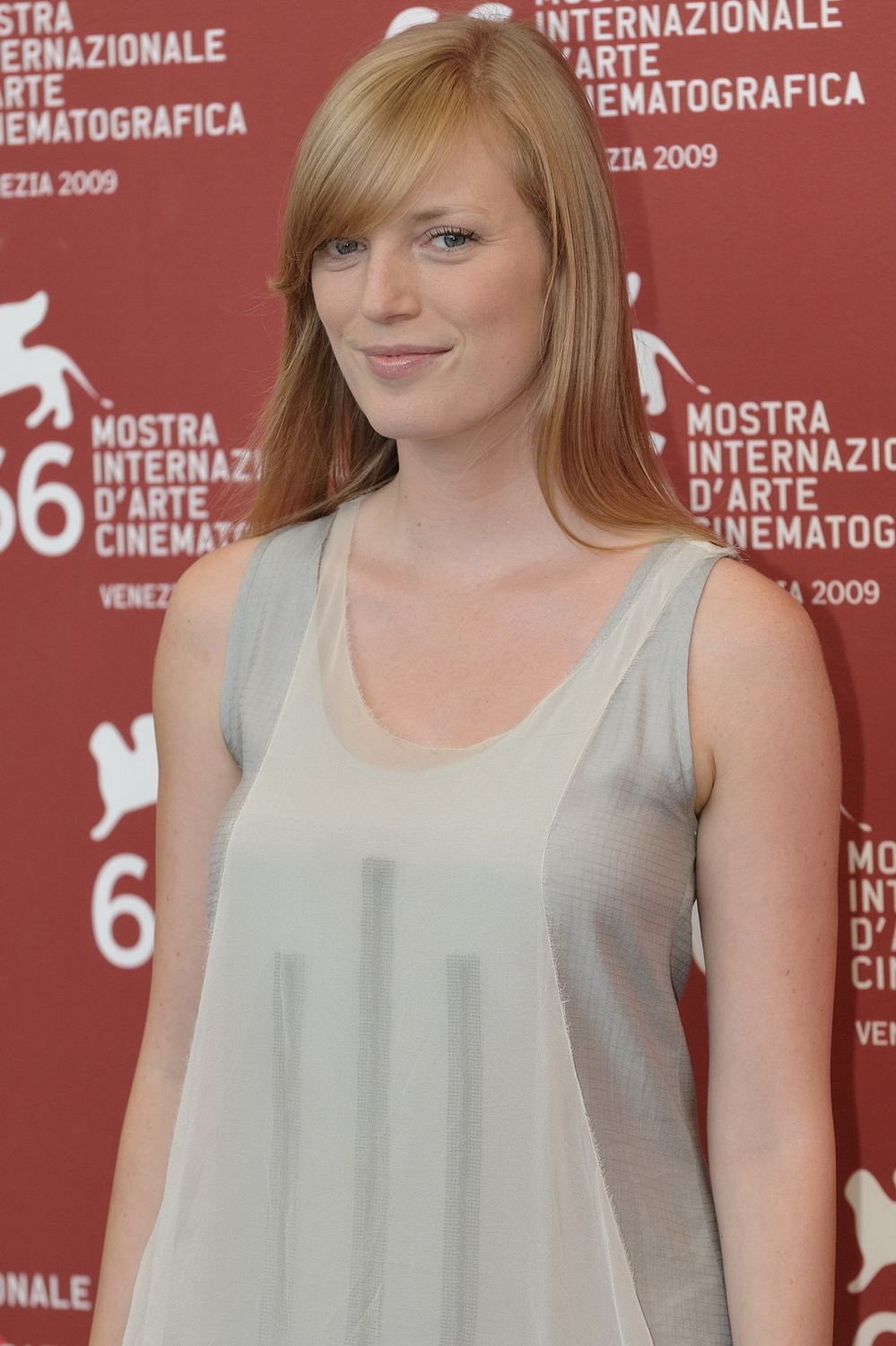
سارا پلی، بهترین فیلم‌نامه اقتباسی

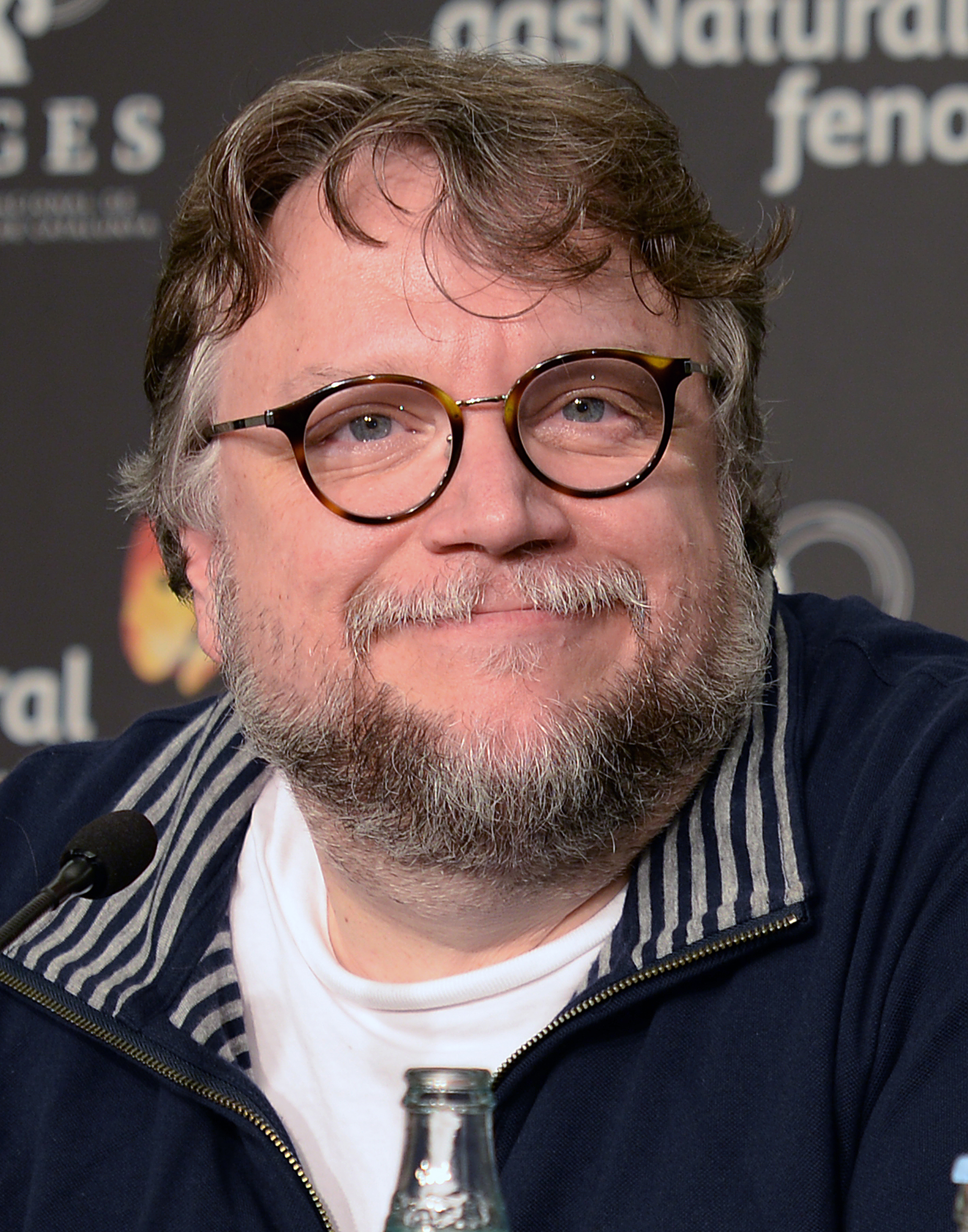
گیرمو دل تورو، بهترین فیلم بلند پویانمایی

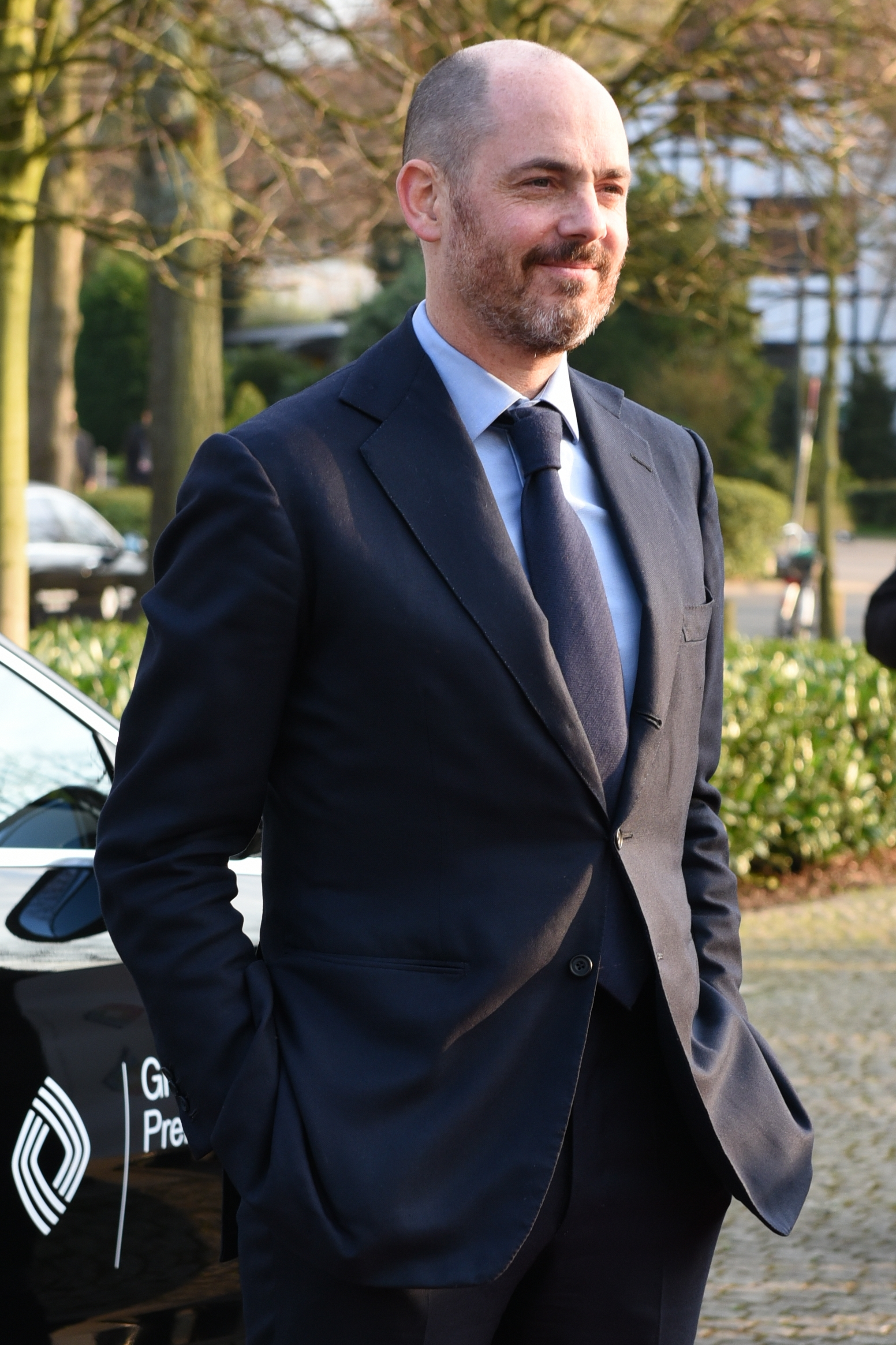
ادوارد برگر، بهترین فیلم بین‌المللی

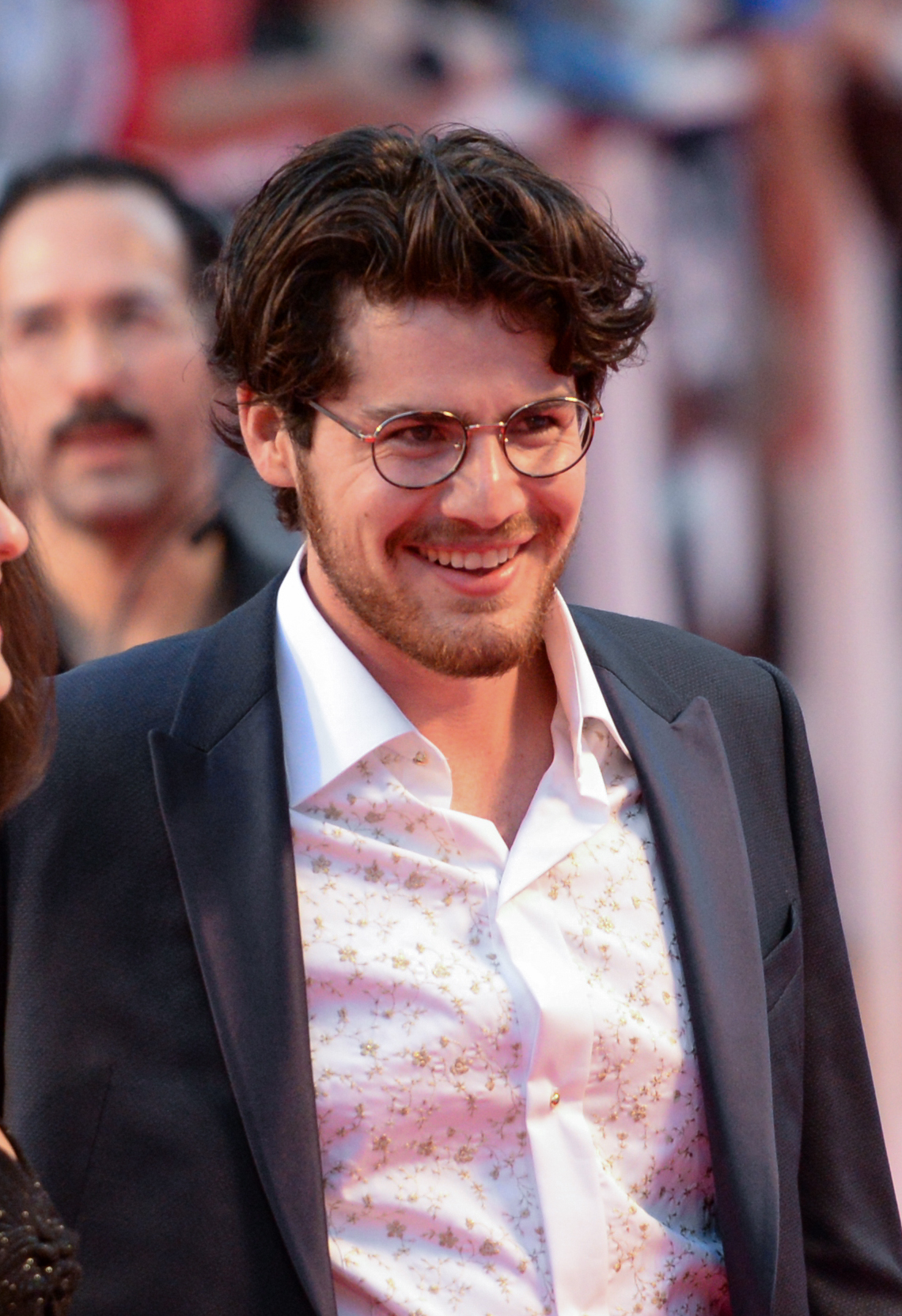
دانیل روهر، بهترین فیلم مستند

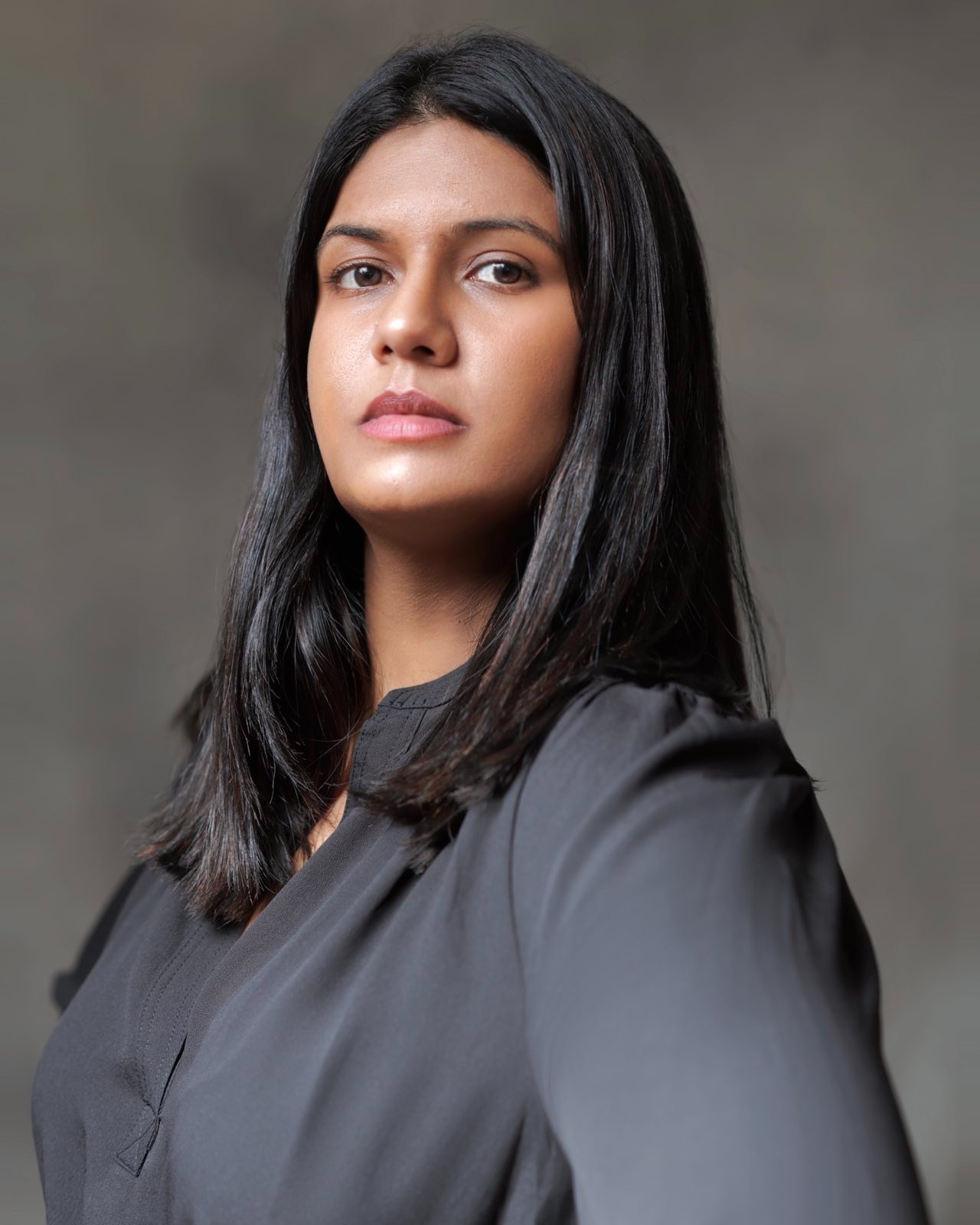
کارتیکی گونسالوس، بهترین فیلم مستند کوتاه

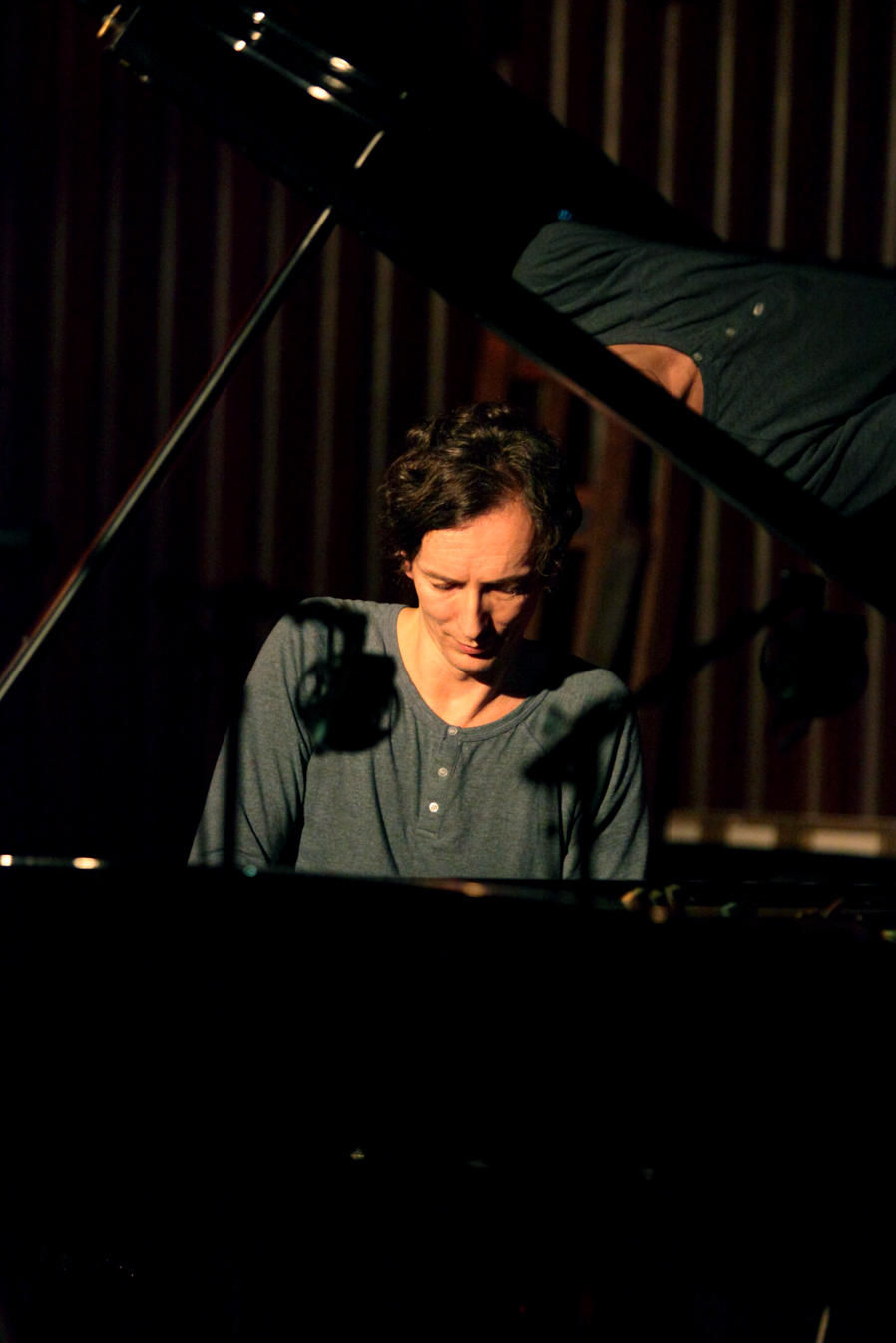
هائوشکا، بهترین موسیقی فیلم

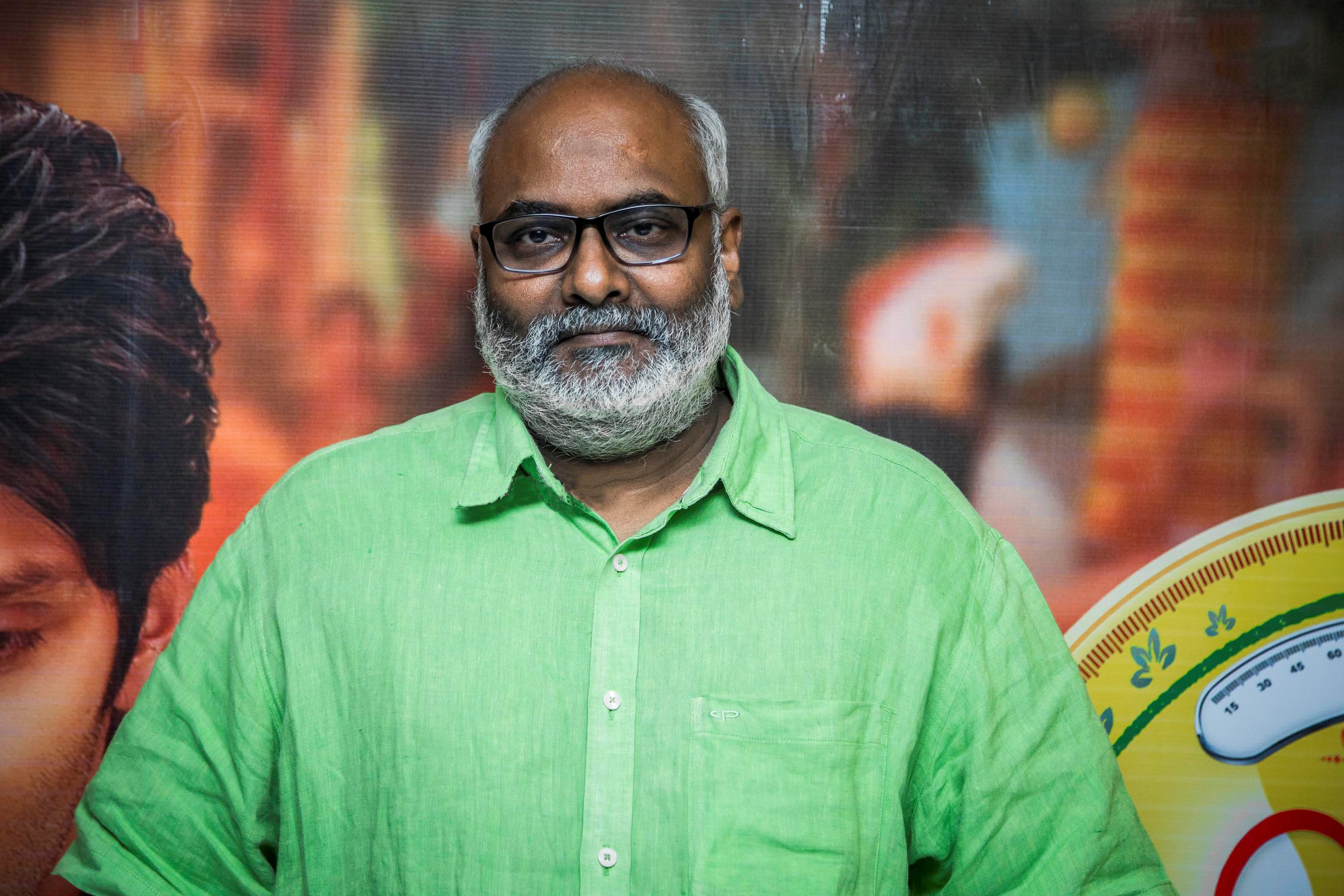
ام. ام. کیراوانی، بهترین ترانه اصلی

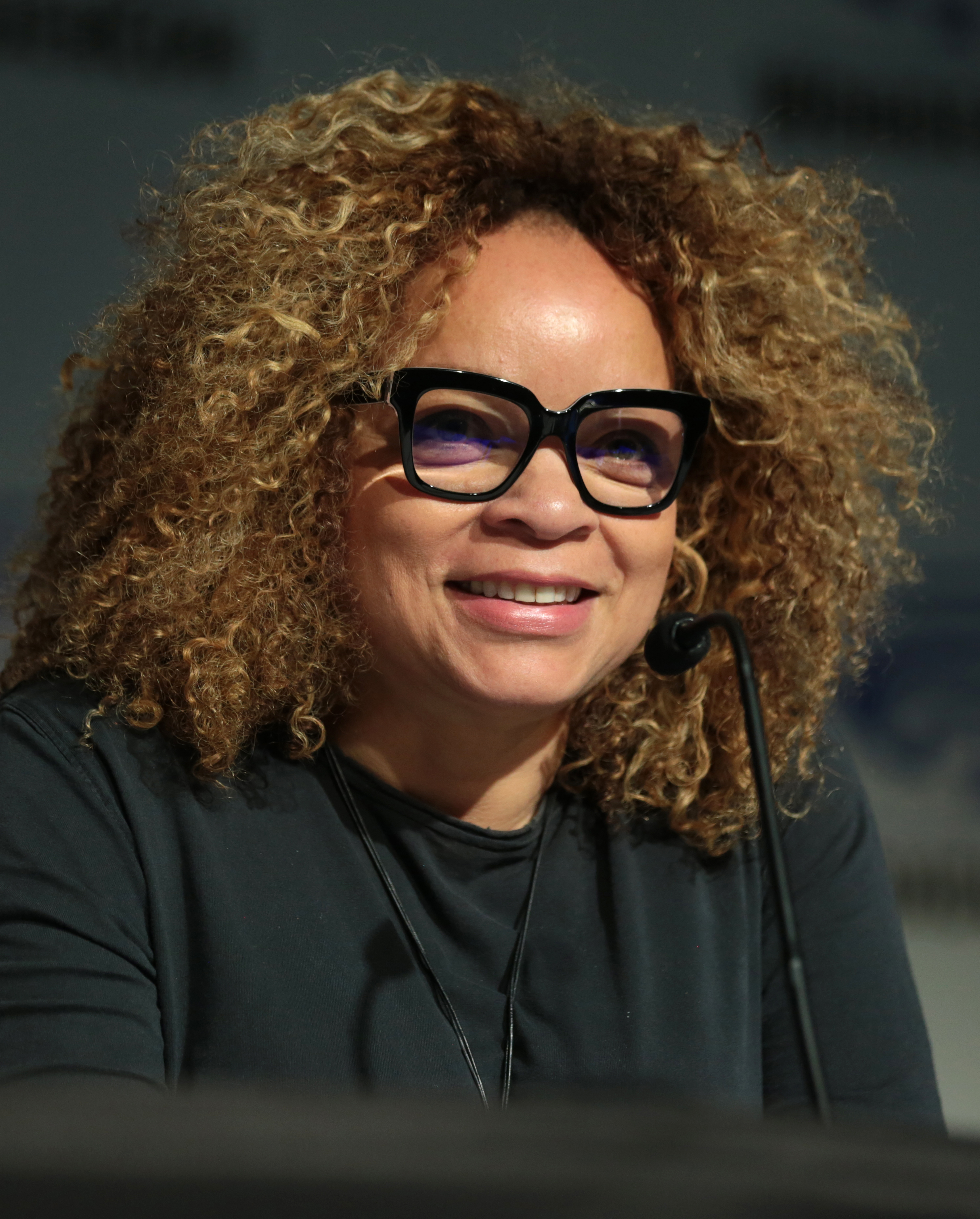
روث ای. کارتر، بهترین طراحی لباس

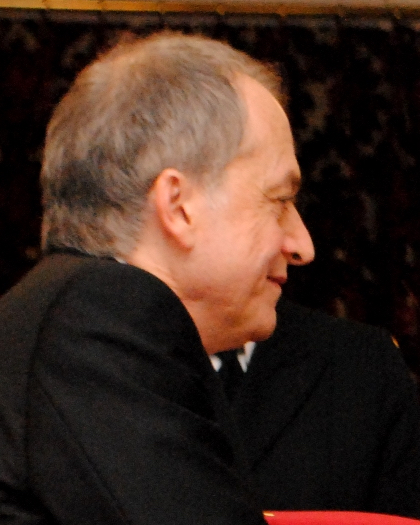
جو لتری، بهترین جلوه‌های تصویری

| بهترین فیلم - همه‌چیز همه‌جا به یکباره – دانیل کوان و دانیل شاینرت، و جاناتان وانگ، تهیه‌کننده‌ها - در جبهه غرب خبری نیست – مالت گرونرت، تهیه‌کننده - آواتار: راه آب – جیمز کامرون و جان لاندو، تهیه‌کننده‌ها - بنشی‌های اینیشرین – گراهام برودبنت، پیتر چرنین، و مارتین مک‌دونا، تهیه‌کننده‌ها - الویس – باز لورمن، کاترین مارتین، گیل برمن، پاتریک مک‌کورمیک و شویلر وایس، تهیه‌کننده‌ها - خانواده فیبلمن – کریستی ماکوسکو کریگر، استیون اسپیلبرگ، و تونی کوشنر، تهیه‌کننده‌ها - تار – تاد فیلد، الکساندرا میلچان، و اسکات لمبرت، تهیه‌کننده‌ها - تاپ گان: ماوریک – تام کروز، کریستوفر مک‌کوری، دیوید الیسون، و جری بروکهایمر، تهیه‌کننده‌ها - مثلث غم – اریک همندورف و فیلپ بوبر، تهیه‌کننده‌ها - حرف‌های زنانه – دده گاردنر، جرمی کلاینر، و فرانسیس مک‌دورمند، تهیه‌کننده‌ها | بهترین کارگردانی - دانیل کوان و دانیل شاینرت – همه‌چیز همه‌جا به یکباره - تاد فیلد – تار - مارتین مک‌دونا – بنشی‌های اینیشرین - روبن اوستلوند – مثلث غم - استیون اسپیلبرگ – خانواده فیبلمن |
| بهترین بازیگر مرد - برندن فریژر – نهنگ در نقش چارلی - آستین باتلر – الویس در نقش الویس پرسلی - کالین فارل – بنشی‌های اینیشرین در نقش پادریک سولیابهان - پاول مسکل – افترسان در نقش کالوم پترسون - بیل نای – زندگی در نقش آقای ویلیامز | بهترین بازیگر زن - میشل یئو – همه‌چیز همه‌جا به یکباره در نقش ایولین وانگ - کیت بلانشت – تار در نقش لیدیا تار - آنا د آرماس – بلوند در نقش مریلین مونرو - آندره‌آ ریسبرو – به لزلی در نقش لزلی رولندز - میشل ویلیامز – خانواده فیبلمن در نقش میتزی شیلدکرات–فیبلمن |
| بهترین بازیگر نقش مکمل مرد - جاناتان کی کوان – همه‌چیز همه‌جا به یکباره در نقش ویموند وانگ - برندن گلیسون – بنشی‌های اینیشرین در نقش کولم دوهرتی - برایان تایری هنری – گذرگاه در نقش جیمز اوکوین - جاد هیرش – خانواده فیبلمن در نقش بوریس شیلدکرات - بری کیوگن – بنشی‌های اینیشرین در نقش دامینیک کرنی | بهترین بازیگر نقش مکمل زن - جیمی لی کرتیس – همه‌چیز همه‌جا به یکباره در نقش دیردری بوبیردره - آنجلا باست – پلنگ سیاه: واکاندا تا ابد در نقش ملکه راموندا - هانگ چائو – نهنگ در نقش لیز - کری کندن – بنشی‌های اینیشرین در نقش شیوون سوئیلهابهاین - استفانی شو – همه‌چیز همه‌جا به یکباره در نقش جوی وانگ / جوبو توپاکی |
| بهترین فیلم‌نامه غیراقتباسی - همه‌چیز همه‌جا به یکباره – دانیل کوان و دانیل شاینرت - بنشی‌های اینیشرین – مارتین مک‌دونا - خانواده فیبلمن – استیون اسپیلبرگ و تونی کوشنر - تار – تاد فیلد - مثلث غم – روبن اوستلوند | بهترین فیلم‌نامه اقتباسی - حرف‌های زنانه – سارا پلی - در جبهه غرب خبری نیست – ادوارد برگر - گلس آنین: یک چاقوکشی اسرارآمیز – ریان جانسن - زندگی – کازوئو ایشی‌گورو - تاپ گان: ماوریک – ایرن کروگر، اریک وارن سینگر، و کریستوفر مک‌کوری |
| بهترین فیلم پویانمایی - پینوکیوی گیرمو دل تورو – گیرمو دل تورو، مارک گوستافسون، گری اونگار و الکس باکلی - مارسل، صدف کفش به پا – دین فلیشر کمپ، الیزابت هولم، اندرو گلدمن، کارولین کاپلان و پل مزی - گربه چکمه‌پوش: آخرین آرزو – جوئل کرافورد و مارک سوئیفت - هیولای دریا – کریس ویلیامز و جد شلنگر - قرمز شدن – دومی شی و لیندزی کالینز | بهترین فیلم بین‌المللی - در جبهه غرب خبری نیست (آلمان) – به کارگردانی ادوارد برگر - آرژانتین، ۱۹۸۵ (آرژانتین) – به کارگردانی سانتیاگو میتره - نزدیک (بلژیک) – به کارگردانی لوکاس دونت - ئو (لهستان) – به کارگردانی یژی اسکولیموفسکی - دختر آرام (جمهوری ایرلند) – به کارگردانی کولم بایرید |
| بهترین فیلم مستند - ناوالنی – دانیل روهر، اودسا ری، دایان بکر، ملانی میلر و شین بوریس - همه آن چیزی که نفس می‌کشد – شاناک سن، امان مان و تدی لیفر - تمام زیبایی و خون‌ریزی – لورا پویتراس، هاوارد گرترلر، جان لیونز، نان گلدین و یونی گولیجوف - آتش عشق – سارا دوسا، شین بوریس و آن فیچمن - خانه‌ای ساخته‌شده از تراشه‌ها – سیمون لرنگ ویلمونت و مونیکا هلستروم | بهترین فیلم مستند کوتاه - نجواگران فیل – کارتیکی گونسالوس و گونیت مونگا - هاول‌آوت – اوگنیا آربوگاوا و ماکسیم آربوگایف - چطور یک سال را اندازه‌گیری می‌کنید؟ – جی روزنبلات - افکت مارتا میچل – آن آلورگ و بت لویسون - غریبه در دروازه – جاشوا سفتل و کونال جونز |
| بهترین فیلم کوتاه - یک خداحافظی ایرلندی – تام برکلی و راس وایت - ایوالو – آندرس والتر و ربکا پروزان - لو پوپیل – آلیچه رورواکر و آلفونسو کوارون - سواری در شب – ایریک تویتن و گات لید لارسن - چمدان قرمز – سایرس نشواد | بهترین پویانمایی کوتاه - پسرک، موش‌کور، روباه و اسب – چارلی مکسی و متیو فروید - ملوان پرنده – وندی تیلبی و آماندا فوربیس - بازرگانان یخ – ژائو گونزالس و برونو کائتانو - سال دیکس من – سارا گونارزدوتیر و پاملا ریبون - شترمرغی به من گفت که دنیا ساختگی است و من فکر می‌کنم که آن را باور دارم – لاچلان پندراگون |
| بهترین موسیقی فیلم - در جبهه غرب خبری نیست – هائوشکا - بابیلون – جاستین هورویتز - بنشی‌های اینیشرین – کارتر برول - همه‌چیز همه‌جا به یکباره – سان لوکس - خانواده فیبلمن – جان ویلیامز | بهترین ترانه - «رقص رقص» از آرآرآر – موسیقی از ام. ام. کیراوانی و اشعار از چاندرابوس - «تشویق» از مثل یک زن بگو – موسیقی و شعر از داین وارن - «دستم را بگیر» از تاپ گان: ماوریک – موسیقی و شعر از لیدی گاگا و بلادپاپ - «مرا بالا ببر» از پلنگ سیاه: واکاندا تا ابد – موسیقی از تمز، ریانا، رایان کوگلر، و لودویگ گورانسون; اشعار از تیمز و رایان کوگلر - «این زندگیست» از همه‌چیز همه‌جا به یکباره – موسیقی از رایان لوت، دیوید برن، و میتسکی; اشعار از رایان لوت و دیوید برن |
| بهترین صداگذاری - تاپ گان: ماوریک – مارک وینگارتن، جیمز اچ ماتر، آل نلسون، کریس بردون و مارک تیلور - در جبهه غرب خبری نیست – ویکتور پراشیل، فرانک کروزه، مارکوس استملر، لارس گینزل و استفان کورته - آواتار: راه آب – جولیان هاوارث، گوندولین یتس ویتل، دیک برنشتاین، کریستوفر بویز، گری سامرز و مایکل هجز - بتمن – استوارت ویلسون، ویلیام فایلز، داگلاس موری و اندی نلسون - الویس – دیوید لی، وین پشلی، اندی نلسون و مایکل کلر | بهترین طراحی صحنه - در جبهه غرب خبری نیست – طراحی تولید: کریستین ام گلدبک؛ تزیین دکور: ارنستین هیپر - آواتار: راه آب – طراحی تولید: دیلن کول و بن پراکتر؛ تزیین دکور: ونسا کول - بابیلون – طراحی تولید: فلورنسیا مارتین؛ تزیین دکور: آنتونی کارلینو - الویس – طراحی تولید: کاترین مارتین و کارن مورفی؛ تزیین دکور: بیو دان - خانواده فیبلمن – طراحی تولید: ریک کارتر؛ تزیین دکور: کارن اوهارا                                                                                |
| بهترین فیلم‌برداری - در جبهه غرب خبری نیست – جیمز فرند - باردو، وقایع‌نگاری نادرست یک مشت حقیقت – داریوش خنجی - الویس – مندی والکر - امپراتور روشنایی – راجر دیکینز - تار – فلوریان هافمایستر | بهترین چهره‌پردازی و آرایش مو - نهنگ – آدرین موروت، جودی چین و آن ماری بردلی - در جبهه غرب خبری نیست – هایکه مرکر و لیندا آیزنهامرووا - بتمن – نائومی دان، مایک مارینو و مایک فونتین - پلنگ سیاه: واکاندا تا ابد – کامیل فرند و جوئل هارلو - الویس – مارک کولیر، جیسون برد و آلدو سیگنورتی |
| بهترین طراحی لباس - پلنگ سیاه: واکاندا تا ابد – روث کارتر - بابیلون – مری زوفرس - الویس – کاترین مارتین - همه‌چیز همه‌جا به یکباره – شرلی جوراتا - خانم هریس به پاریس می‌رود – جنی بیون | بهترین تدوین - همه‌چیز همه‌جا به یکباره – پل راجرز - بنشی‌های اینیشرین – میکل ئی.جی نیلسن - الویس – مت ویلا و جاناتان ردموند - تار – مونیکا ویلی - تاپ گان: ماوریک – ادی همیلتون |
| بهترین جلوه‌های تصویری - آواتار: راه آب – جو لتری، ریچارد بانهام، اریک سایندون و دنیل بارت - در جبهه غرب خبری نیست – فرانک پتزولد، ویکتور مولر، مارکوس فرانک و کمیل جعفر - بتمن – دن لمون، راسل ارل، اندرس لانگلندز و دومینیک توهی - پلنگ سیاه: واکاندا تا ابد – جفری باومن، کریگ همک، آر. کریستوفر وایت و دن سودیک - تاپ گان: ماوریک – رایان تودهوپ، ست هیل، برایان لیتسون و اسکات آر فیشر | |

### جوایز فرمانداران
در ۲۱ ژوئن ۲۰۲۲، آکادمی برندگان خود را در سیزدهمین مراسم سالانهٔ جوایز فرمانداران که در ۱۹ نوامبر ۲۰۲۲ برگزار شد، اعلام کرد و طی آن جایزه اسکار افتخاری و جایزه بشردوستانه ژان هرشولت به دریافت کنندگان زیر اهدا شد:

#### جوایز اسکار افتخاری
- یوژان پالسی
- داین وارن
- پیتر ویر

#### جایزه بشردوستانه ژان هرشولت
- مایکل جی. فاکس

### فیلم‌ها با چند نامزدی و جایزه
| تعداد جایزه | فیلم                   |
| ----------- | ---------------------- |
| ۷           | همه‌چیز همه‌جا به یکباره |
| ۴           | در جبهه غرب خبری نیست  |
| ۲           | نهنگ                   |

| نامزدی‌ها | فیلم                      |
| -------- | ------------------------- |
| ۱۱       | همه‌چیز همه‌جا به یکباره    |
| ۹        | در جبهه غرب خبری نیست     |
| ۹        | بنشی‌های اینیشرین          |
| ۸        | الویس                     |
| ۷        | خانواده فیبلمن            |
| ۶        | تار                       |
| ۶        | تاپ گان: ماوریک           |
| ۵        | پلنگ سیاه: واکاندا تا ابد |
| ۴        | آواتار: راه آب            |
| ۳        | بابیلون                   |
| ۳        | بتمن                      |
| ۳        | مثلث غم                   |
| ۳        | نهنگ                      |
| ۲        | زندگی                     |
| ۲        | حرف‌های زنانه              |

## نامزدی و جنجال آندره‌آ ریسبرو
نامزدی آندره‌آ ریسبرو در رشتهٔ بهترین بازیگر زن برای به لزلی در میان منتقدان و صاحب‌نظران بحث‌برانگیز بود؛ زیرا توزیع‌کنندهٔ فیلم، مومنتوم پیکچرز، برای آن کمپین جوایزی معمول و تبلیغات‌محوری سرمایه‌گزاری نکرد. در عوض، کارگردان مایکل موریس و همسرش، بازیگر ماری مک‌کورمک، یک «کمپین تحت حمایت سلبریتی» ترتیب دادند تا ریسبرو را نامزد کنند. آن‌ها با دوستان و همکارانشان در سینما تماس گرفتند و از آن‌ها خواستند که فیلم را ببینند و در صورت لذت بردن از آن با دیگران به اشتراک بگذارند. جودی کومر، کیت وینسلت، ایمی آدامز، ادوارد نورتون و کیت بلانشت از جمله کسانی بودند که برای نقش‌آفرینی ریسبرو لابی‌گری کردند. موریس و ریسبرو تبلیغات‌چی‌هایی را برای هماهنگ‌کردن این تلاش‌ها استخدام کردند. در حالی که ریسبرو تا آن زمان به‌طور گسترده به‌عنوان یک مدعی جدی جوایز در نظر گرفته نمی‌شد، این کمپین با موفقیت باعث ارتقای وضعیت او شد. ده‌ها نفر از افراد مشهور عملکرد او را در رسانه‌های اجتماعی تحسین کردند و برخی از آن‌ها طی رأی‌گیری برای نامزدهای جایزهٔ اسکار در ژانویهٔ ۲۰۲۳ میزبان بودند. ریسبرو در ۲۴ ژانویه نامزد دریافت این جایزه شد، که لس آنجلس تایمز آن را «یکی از شوکه‌کننده‌ترین نامزدی‌ها در تاریخ اسکار» نامید.
پس از اعلام نامزدی، گمانه‌زنی وجود داشت که این تاکتیک‌ها ممکن است قوانین آکادمی علوم و هنرهای سینما در مورد لابی‌گری مستقیم رأی‌دهندگان را نقض کرده باشد. پستی در اکانت اینستاگرام فیلم نیز در معرض انتقاد بود، زیرا احتمالاً قوانین آکادمی در مورد «گلچین کردن رقابت به‌وسیلهٔ نام» را با نقل قولی از منتقد فیلم ریچارد روپر نقض کرده‌است. روپر در آن نقل قول اجرای ریسبرو را بهتر از بلانشت در تار، دیگر نامزدی بهترین بازیگر زن، دانسته بود. در ۲۷ ژانویه، آکادمی اعلام کرد که در حال انجام «بررسی شیوه‌های کمپین نامزدهای امسال» هستند تا اطمینان حاصل شود که هیچ دستورالعملی نقض نشده‌است. اگر مشخص شود که نامزد در کمپین‌های غیرمجاز شرکت کرده‌است، آکادمی گه‌گاه نامزدها را باطل می‌کند. اما هیچ گزارشی مبنی بر این که ریسبرو این کار را انجام داده باشد، یا اینکه یکی از اعضای آکادمی شکایت رسمی در مورد رفتار کمپین ارائه کرده باشد، وجود نداشت. در ۳۱ ژانویه، آکادمی بررسی خود را با تعهد پرداختن به «رسانه‌های اجتماعی و تاکتیک‌های کمپین تبلیغاتی» به پایان رساند. آکادمی اعلام کرد این موضوع باعث «نگرانی» شد، اما تأیید کرد که نامزدی ریسبرو حفظ خواهد شد.